# 웨슬리 유레

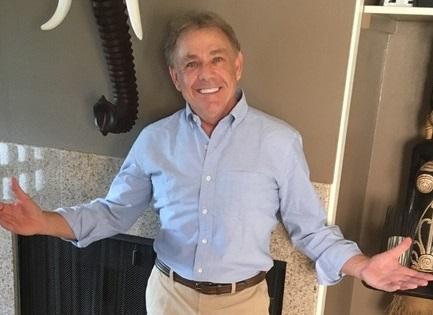

웨슬리 유레(Wesley Eure, 1951년 8월 17일 ~ )는 미국의 배우, 가수, 텔레비전 배우, 각본가, 영화 프로듀서이다.
배턴루지에서 태어났다.

## 영화
- 신스 오브 유어 유스 (2014년)
- 툴박스 머더 (1978년)
- 공룡 왕국 (1974년)
- 우리 생애 나날들 (1965년)